# Nectophrynoides wendyae
Nectophrynoides wendyae es una especie de anfibios de la familia Bufonidae.
Es endémica de Tanzania. Se encuentra en peligro 
crítico de extinción debido a su debido a la pérdida de su hábitat natural.